# Královská hřídel

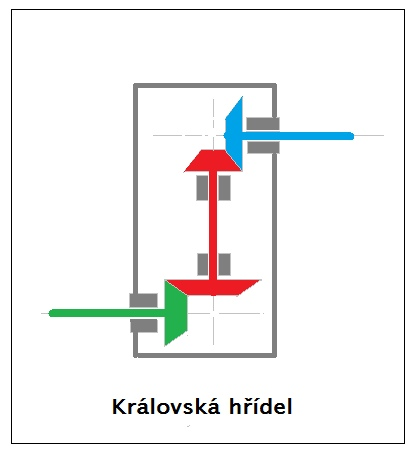
Schema královské hřídele

Královská hřídel je kolmá předlohová hřídel přenášející kroutící moment mezi dvěma rovnoběžnými nebo mimoběžnými hřídelemi, jejichž vzdálenost je tak velká, že je nelze spojit přímým převodem. Vlastní převod je proveden kuželovými nebo šroubovými koly. Nejčastěji se využívá pro pohon od klikové hřídele na vačkový hřídel ventilového rozvodu typu OHC spalovacího motoru. Byla použita například u Jawy 500 OHC.
Název "královská" si vysloužila tím, že svým vzhledem připomíná královské žezlo.